# Carl Gustaf Borg
Carl Gustaf Borg, född 23 oktober 1823 i Vihanti, död 23 februari 1895 i Helsingfors, var en finländsk språkman och ämbetsman. 
Borg var Finska litteratursällskapets sekreterare 1861–1863 och dess skattmästare 1865–1875. Han tjänstgjorde 1875–1880 som Statskontorets förste direktör. Han hade redan under studentåren anslutit sig till finskhetsrörelsen och utövade som translator i Senaten för Finland 1857 ett betydande inflytande på finska språkets utveckling till lag- och ämbetsspråk. Han tilldelades kansliråds titel 1880.